# ال كيه 1
Leichter Kampfwagen ( (بالإنجليزية: light combat car)‏ ) أو «ال كيه 1» كان نموذجًا أوليًا للدبابات الخفيفة الألمانية في الحرب العالمية الأولى. تم تصميمها لتكون دبابة خفيفةً  ورخيصةً على عكس الثقل الباهظ في الخدمة في ذلك الوقت، لم تصل الدبابة إلا إلى مرحلة النموذج الأولي قبل نهاية الحرب.

## التاريخ
تم تصميم أل كيه 1 من قبل جوزيف فولمر. كان يعتمد على هيكل سيارة دايملر، باستخدام المحاور الموجودة لتركيب عجلات وعجلة. يتبع تصميمها ما يستخدم في السيارات بمحرك مثبت في الأمام وحجرة قيادة خلفها. كانت أول مركبة قتال مصفحة ألمانية مزودة ببرج مسلح بمدفع رشاش MG08 عيار 7.92 ملم.
تم إنتاج نموذجين أوليين فقط في منتصف عام 1918، ولكن لم يتم طلب أي مركبات.  تم تصميمها كدبابة فرسان تجريبي لتمهيد الطريق إلى أل كيه 2 . 

## روابط خارجية
- Achtung Panzer! بانزرز الأولى 1917-1918